# Zvjezdari
Betlemaši ili Zvjezdari su božićni običaj širom Europe. Betlemaši tradicionalno izvode igrokaz o susretu triju kraljeva Gašpara, Melkiora i Baltazara s Herodom kojega ispituju o novorođenom Mesiji.
Zvjezdare su ponegdje činila trojica mladića obučena kao kraljevi te jedan mladić koji je nosio zvijezdu. Zvjezdarima su kasnije davani darovi.

### Članci
- Dragić, Marko. 2007. Sveta tri kralja u hrvatskoj tradiciji. Crkva u svijetu. Sveučilište u Splitu - Katolički bogoslovni fakultet. Split. 42 (1): 96–117